# Marcelianos
Como marcelianos se conocía a un grupo religioso del siglo IV, integrado por los seguidores de la doctrina de Marcelo, obispo de Ancira, a quien se acusaba de que quería renovar los errores de Sabelio; es decir que no distinguía bien las personas de la santísima Trinidad y las consideraba solamente como tres manifestaciones de Dios.
No hay en la antigüedad un personaje respecto del cual estén más divididos los pareceres que tocante a este obispo. Como había asistido al primer concilio de Nicea, había firmado la condenación de Arrio y aun había escrito un libro contra los defensores de este heresiarca. Los arrianos no escatimaron medios para desfigurar las opiniones de Marcelo y desacreditarle. Le condenaron en muchos de sus conciliábulos, le depusieron, le echaron de su silla y nombraron uno de los suyos en su lugar, Eusebio de Cesarea en los cinco libros que escribió contra este obispo, se muestra muy apasionado.
En vano se justificó Marcelo en un concilio de Roma celebrado el año 341 bajo el pontificado de Julio I en el de Sardica el año 347. Se dijo que después de esta época había sido menos comedido en sus palabras y había descubierto más claramente sus verdaderas opiniones. De los personajes más célebres del siglo IV y V unos estuvieron a su favor y otros en su contra. San Atanasio mismo, de quien había sido Marcelo muy devoto y que había vivido mucho tiempo en comunión con él, parece que se apartó más adelante dejándose persuadir por los acusadores del obispo ancirano.
Lo único que puede decirse es que en medio de la fermentación de los ánimos y vista la obscuridad de los misterios sobre los cuales se disputaba, era entonces muy difícil que se explicase un teólogo de un modo tan correcto que no diese pie a las acusaciones de uno u otro partido. Si no se probó con toda claridad que el lenguaje de Marcelo era herético, al menos hubo la convicción de que sus discípulos y partidarios no eran ortodoxos. Fotino que realmente renovó el error de Sabelio, había sido diácono de Marcelo y había estudiado con él. El error del discípulo no podía por menos que achacarse al maestro. Es pues hoy cosa muy difícil decidir en la causa de Marcelo. Tillemont no se atrevió a fallar después de haber pesado los testimonios alegados en pro y en contra.